# Ebusua Dwarfs
Maillots
Ebusua Dwarfs est un club ghanéen de football, basé à Cape Coast, au sud du pays. 

## Palmarès
- Championnat du Ghana :
  - Vainqueur en 1966

- Coupe du Ghana :
  - Vainqueur : 1968
  - Finaliste : 1993 et 1994

- Quart-finaliste de la Coupe de la CAF 2000

## Grands noms du club
- Charles "C.K" Gyamfi (1948-49)
- Ohene Kennedy
- Alex Tachie-Mensah
- George Owu